# Zachary DeWolf
Zachary DeWolf tên khai sinh là Zachary Pullin  (sinh ngày 22 tháng 1 năm 1986), là một chính khách người Mĩ bản địa, sống ở Bang Washington.Ông sống trong một gia đình có tuyền thống của bộ lạc Chippewa Cree .Ông là Chủ tịch Hội đồng Quản trịTrường Công lập Seattle ghế thứ 5. Ông là thành viên LGBTQ+ công khai đầu tiên được bầu vào Hội đồng Quản trị Trường Công lập Seattle.

## Tuổi thơ
DeWolf được sinh ra ở Havre, Montana, gần nhà của ông trong Khu bảo tồn Rocky Boy's Indian ở Box Elder, Montana. Ông lớn lên ở Spokane, Washington trong khi mẹ ông học trường luật. Năm 7 tuổi, ông đã được đăng trên tờ báo The Spokesman-Review vì đã thu thập các đồng xu từ hàng xóm để quyên góp cho quỹ Giáng sinh hàng năm của tờ báo.  Quỹ được sử dụng để cung cấp quà Giáng sinh cho trẻ em.

## Thời niên thiếu
Sau khi DeWolf tốt nghiệp Đại học Western Washington  ở Bellingham, Washington,, ông tình nguyện cho  Đoàn Hòa bình Hoa Kỳ. Ông phục vụ ở Belize nơi ông học chữ nổi Braille và dạy chữ nổi Braille cho học sinh tiểu học tại Trường Anh giáo St Peters ở Orange Walk, Belize. Ngoài ra, ông còn dẫn đầu một nhóm thanh niên LGBTQ+ bí mật, có tên là Equall Belize. Họ cùng nhau vẽ một bức tranh tường hòa bình và bình đẳng, sau đó họ bị các nhà truyền đạo Cơ đốc giáo địa phương lên án. Sau vụ việc là những mối đe dọa đến tính mạng của ông, và DeWolf được đưa đến thủ đô Belmopan ,Belize.

## Đời tư
Năm 21 tuổi, DeWolf công khai với bố mẹ là người đồng tính, và cũng xác định là có hai giới tính.
Vào tháng 6 năm 2019, ông trở về nhà của mình ở Montana để thăm bà nội ốm yếu. Trong chuyến thăm này, ông đã tham gia một buổi lễ đổ mồ hôi truyền thống của bộ lạc Chippewa Cree với mẹ và chú của mình, nơi ông được đặt cho cái tên tiếng Cree của mình - "Young Buffalo Leader".
Năm 2015, DeWolf bị một người quen tấn công tình dục trong thời gian thực hiện một chương trình nghiên cứu chính trị. Lúc đầu, DeWolf giữ bí mật về vụ việc này, nhưng cuối cùng (ông đã nói) ông thấy rằng việc kể câu chuyện của mình góp phần vào khả năng phục hồi của ông.

## Sự nghiệp

### Hoạt động Xã hội
Năm 2012, DeWolf trở thành điều phối viên cho Chuyến đi bình đẳng SOULFORCE.  Anh ấy tiếp tục trở thành Giám đốc Cộng đồng Trực tuyến của họ vào năm 2013.  Năm 2013, DeWolf tham gia Liên minh Công lý Giới tính với tư cách là thành viên sáng lập và giúp khởi động các phiên bản hiện đại của Trans Pride Seattle vào năm 2013.  Trong 2014, DeWolf gia nhập Viện Vì Tương lai Dân chủ với tư cách là thành viên.
Bắt đầu từ năm 2014, DeWolf là Trưởng dự án truyền thông cho SEIU 775 Healthcare NW Training Partnership and Health Benefits Trust.  Từ năm 2015 đến 2017, DeWolf giữ chức vụ Giám đốc Truyền thông và Giáo dục cho Tổ chức Pride.
Từ năm 2017 đến năm 2020, DeWolf là Giám đốc Chương trình cho All Home of King County để hỗ trợ thanh niên vô gia cư với trọng tâm cụ thể là thanh niên LGBTQIA+ và thanh niên da màu.

### Hoạt động chính trị và dân sự
Từ năm 2013 đến 2017, DeWolf là thành viên của Hội đồng Cố vấn người Mỹ bản địa cho Sở Cảnh sát Seattle. Trong thời gian này, anh ấy cũng tổ chức các cuộc trò chuyện cộng đồng có tên là "Intersections" ,với sự cộng tác của Seattle Gay News, Gay City News, Social Outreach Seattle  và các tổ chức khác.
Zachary DeWolf từng là một trong tám người đã tổ chức trong Cuộc diễu hành Tự hào Seattle năm 2014.
Năm 2014, Dewolf được bầu làm Phó Chủ tịch Hội đồng Cộng đồng Capitol Hill và được bầu làm chủ tịch vào năm 2015. Ông từng là chủ tịch người bản xứ đầu tiên và đồng tính luyến ái đầu tiên của hội đồng. Trong nhiệm kỳ của mình, ông đã lãnh đạo thành công hội đồng buộc tội cảnh sát đưa những người sử dụng ma túy đi điều trị thay vì bắt giữ họ thông qua một chương trình có tên là Chuyển hướng hỗ trợ thực thi pháp luật (LEAD) như một nỗ lực chung giữa các khu vực lân cận Capitol Hill và Khu phố người Hoa-International District. Sau một cuộc tấn công đốt phá có liên quan đến chứng sợ Hồi giáo nhằm vào Trung tâm Hồi giáo Eastside. Vào năm 2017, DeWolf đã lãnh đạo các nỗ lực của hội đồng trong việc gây quỹ để giúp xây dựng lại trung tâm.
Vào ngày 23 tháng 2 năm 2015, DeWolf được bổ nhiệm vào Hội đồng Quản trị Cơ quan Quản lý Nhà ở Seattle.
Sau cuộc bầu cử Donald Trump vào chức vụ tổng thống liên bang, DeWolf bắt đầu nỗ lực cùng với các nhà lãnh đạo cộng đồng khác để khẳng định rằng Capitol Hill vẫn là một khu dân cư trật tự và ổn định.
Vào năm 2017, DeWolf đã dẫn đầu phong trào thành lập ủy ban cho người thuê nhà đầu tiên của đất nước tại Seattle. Ông cũng là người ủng hộ chính cho yêu cầu toàn thành phố đối với chủ nhà cung cấp thông tin đăng ký cử tri cho những người thuê nhà mới.

## Lịch sử Tranh cử
Không có kinh nghiệm trước đây với tư cách là nhà giáo dục chuyên nghiệp hoặc phụ huynh của học sinh Trường Công lập Seattle, nhưng vào năm 2017, DeWolf đã tranh cử ghế thứ 5 trong Hội đồng Quản trị Trường Công lập Seattle sau khi Stephan Blanford từ chối tái tranh cử. DeWolf thắng cử với 64% phiếu bầu.Ông là người đồng tính nam công khai đầu tiên được bầu vào Hội đồng Trường Seattle.
Trong chiến dịch tranh cử của mình, DeWolf được các tờ báo khen ngợi:
"Thành tích là công chức"( theo Seattle Weekly)
 "hơi quá trình độ" ( theo The Stranger ).
Năm 2019, DeWolf tranh cử vị trí thứ 3 trong Hội đồng thành phố Seattle trước Kshama Sawant đương nhiệm. DeWolf thua trong một cuộc bầu cử sơ bộ lớn với chỉ 12% phiếu bầu.
Trong chiến dịch tranh cử của mình, Dewolf cũng đã được khen ngợi trong các tuần báo:
"sẵn sàng xây dựng các liên minh đa dạng và hợp tác với các đồng nghiệp của mình" (theo Progressive Voters Guide)
"ứng cử viên đại diện tốt nhất cho giai cấp công nhân" (Martin Luther King Jr. Labor Council).

## Kỳ nhiệm ở Hội đồng Quản trị Trường Công lập Seattle
Vào năm 2018, Hội đồng Trường Công lập Seattle đã triển khai một phương pháp mới đằng sau hệ thống tính điểm công bằng của họ sau khi thu hút phản hồi từ các thành viên cộng đồng.  DeWolf cũng là người lên tiếng ủng hộ động thái thay đổi địa điểm họp của hội đồng nhằm nỗ lực làm cho các cuộc họp của họ dễ tiếp cận hơn.
Vào năm 2019, DeWolf đã thành lập Lực lượng Đặc nhiệm Lực lượng Lao động Cộng đồng và Học sinh Trường Công lập Seattle.  Vào ngày 8 tháng 7 năm 2020, Hội đồng Trường Công lập Seattle đã thông qua thành công khuyến nghị của họ về việc chỉ đạo Tổng Giám đốc Trường Công lập Seattle tham gia đàm phán để đạt được thỏa thuận về lực lượng lao động của học sinh và cộng đồng.
Vào tháng 1 năm 2020, DeWolf đã lãnh đạo Hội đồng Trường Công lập Seattle trong việc giải tán nhóm có năng lực cao của các Trường Trung học Cơ sở ở Washington, một hệ thống trong đó học sinh có thể học cùng nhau trong khi cách ly với các bạn không 'có năng khiếu'.  Do tính chất của chương trình, 84% học sinh tham gia là người da trắng so với chỉ 9% học sinh da đen tham gia.
Vào tháng 4 năm 2020, trong đại dịch COVID-19, DeWolf đã lãnh đạo Hội đồng Nhà trường phê duyệt chính sách chấm điểm mới là 'A hoặc chưa hoàn thành' cho tất cả học sinh. Mục đích đã nêu của biện pháp này là hỗ trợ những học sinh thiếu nguồn lực để tham gia học tập trực tuyến và những học sinh bị mất các nguồn lực quan trọng được tìm thấy tại trường học của họ.
Vào tháng 6 năm 2020, trong thời gian các cuộc biểu tình Black Lives Matter dâng cao, DeWolf đã lãnh đạo Hội đồng Trường học Seattle đình chỉ vô thời hạn sự hiện diện của năm sĩ quan cảnh sát vũ trang trong khu học chánh, tạo ra một khóa học Nghiên cứu về Người da đen và hội đồng cam kết giới thiệu một chính sách chống phân biệt chủng tộc.
Từ Tuần báo Seattle có viết:
"Là bước đầu tiên để công nhận những nỗ lực của học sinh, Giám đốc Hội đồng SPS Zachary DeWolf—nhà tài trợ chính của nghị quyết—đã nêu rõ sự chấp thuận của ông đối với nghị quyết Black Lives Matter với nhận xét về lời khai của học sinh. 'Đây chỉ là một bước một trong quá trình đảm bảo rằng chúng tôi đang nâng cao tiếng nói của họ", DeWolf nói vào cuối cuộc họp tuần trước. "Tôi nghĩ rằng chúng tôi có... cơ hội để có mối quan hệ thực sự quan trọng với họ trong việc giúp chúng tôi đảm bảo rằng chúng tôi chịu trách nhiệm và cũng làm mọi việc vì lợi ích tốt nhất của học sinh da màu và các nhóm dân số bị thiệt thòi trong lịch sử.'"
Vào tháng 7 năm 2020, DeWolf đã lãnh đạo Hội đồng Trường học Công lập Seattle trong việc thông qua nghị quyết yêu cầu chương trình giảng dạy và cơ sở vệ sinh trung lập về giới tính của LGBTQ+, đồng thời yêu cầu đổi tên một trường học ở Seattle theo tên của một nhà lãnh đạo LGBTQ+.

## Tình hình sống hiện nay
Hiện nay, DeWolf ( 2024 - 50 tuổi ) sống ở Khu vực Trung tâm của Seattle với chồng là Derek cùng chú chó tên là Maya của họ.
Cảm ơn đã xem hết bài viết, đây là bài chỉnh sửa đầu tiên của tôi. Chúc may mắn!!!